# 山本ひろ子
山本 ひろ子（やまもと ひろこ、1946年 - ）は、日本の神話学者、和光大学名誉教授。

## 来歴
千葉県市川市生まれ。早稲田大学第一文学部史学科中退。1970年、兵藤裕己、川田順造らの寺小屋教室に参加、中世日本の神々について研究。フェリス女学院大学非常勤講師などをへて、和光大学表現学部教授。2017年3月末日をもって退職。

## 著書
- 『大荒神頌』岩波書店<シリーズ物語の誕生> 1993
- 『変成譜 中世神仏習合の世界』春秋社 1993、新版2000／講談社学術文庫 2018
- 『異神 中世日本の秘教的世界』平凡社 1998／ちくま学芸文庫（上下） 2003／改訂新版・戎光祥出版（全2冊） 2024
- 『中世神話』岩波新書 1998
- 『摩多羅神　われらいかなる縁ありて』春秋社 2022

### 編著
- 『祭礼 神と人との饗宴』平凡社〈別冊太陽〉2006
- 『島の想像力 神話・民俗・社会』浅見克彦共編 岩田書院 2010
- 『民俗と仮面の深層へ 乾武俊選集』宮嶋隆輔共編 国書刊行会 2015
- 『諏訪学』国書刊行会 2018
- 『神楽の中世　宗教芸能の地平へ』松尾恒一・福田晃共編 三弥井書店 2021